# Tod Howarth
Tod Howarth, född 24 september 1957 i San Diego, Kalifornien, är en amerikansk keyboardist, sångare och gitarrist. Mest känd är han för sin vistelse i Ace Frehleys band Frehley's Comet. Innan tiden i Frehley's Comet så spelade han i ett band som hette 707. Efter tiden i Frehley's Comet har han släppt fyra soloalbum.

## Diskografi
Album med 707
- 1982 – Mega Force
- 2004 – The Bridge
- 2005 – Greatest Hits Live

Album med Frehley's Comet
- 1987 – Frehley's Comet
- 1988 – Live+1
- 1988 – Second Sighting

Album med Ace Frehley
- 1997 – 12 Picks
- 1998 – Loaded Deck
- 2006 – Greatest Hits Live

Album med Four By Fate
- 2016 – Relentless[4]

Soloalbum
- 1996 – Silhouette
- 1997 – Cobalt Parlor
- 2000 – West of Eight
- 2002 – Winter
- 2010 – Opposite Gods